# Vernonia chapelieri
Vernonia chapelieri là một loài thực vật có hoa trong họ Cúc. Loài này được Drake miêu tả khoa học đầu tiên.